# Хантер, Винс
Винсент Шамар Хантер (англ. Vincent Shamar Hunter; род. 5 августа 1994, Детройт, Мичиган) — американский профессиональный баскетболист, играющий на позиции тяжёлого форварда.

## Карьера
Не став выбранным на драфте НБА 2015 года, сезон 2015/2016 Хантер провёл в D-Лиге в составе «Рино Бигхорнс». В 33 матчах Винс набирал в среднем за игру 21,8 очка, 11,3 подбора и 1,5 блок-шота. Впечатляющая игра Хантера позволила ему стать участником «Матча всех звёзд» D-Лиги в составе сборной Запада.
В феврале 2016 года Хантер перебрался в Европу пополнив ряды «Панатинаикоса». В составе греческого клуба Винс принял участие в 8 встречах Евролиги набирал в среднем 4,0 очка и 1,9 подбора. В 12 матчах чемпионата Греции его средняя статистика составила 2,9 очка и 3,3 подбора. С «Панатинаикосом» Хантер вышел в 1/4 финала Евролиги, завоевал Кубок Греции и стал вице-чемпионом страны.
Перед сезоном 2016/2017 Хантер предпринял активные попытки пробиться в НБА через Летние лиги, сыграв 8 матчей в составе «Мемфис Гриззлис» и «Лос-Анджелес Клипперс», в которых продемонстрировал статистику — 9,4 очка и 5,6 подбора. В результате Хантер заключил контракт с «Мемфисом» и провёл за клуб 4 встречи в предсезонном лагере НБА в октябре (8,8 очка, 4,0 подбора и 1,0 блок-шота), однако в итоговую заявку на сезон не попал.
В ноябре 2016 года Хантер подписал контракт с «Автодором». В 26 матчах Единой лиги ВТБ его показатели составили 14,7 очка, 7,1 подбора, 1,35 перехвата и 1,31 блок-шота.
В сентябре 2017 года Хантер вновь стал игроком «Мемфис Гриззлис», но в январе 2018 года клуб его отчислил. В составе команды Винс провёл 4 матча, набирая в среднем 1,5 очка. Показатели в G-Лиги составили 16,2 очка, 8,6 подбора, 2,2 передачи и 1,31 блок-шота.

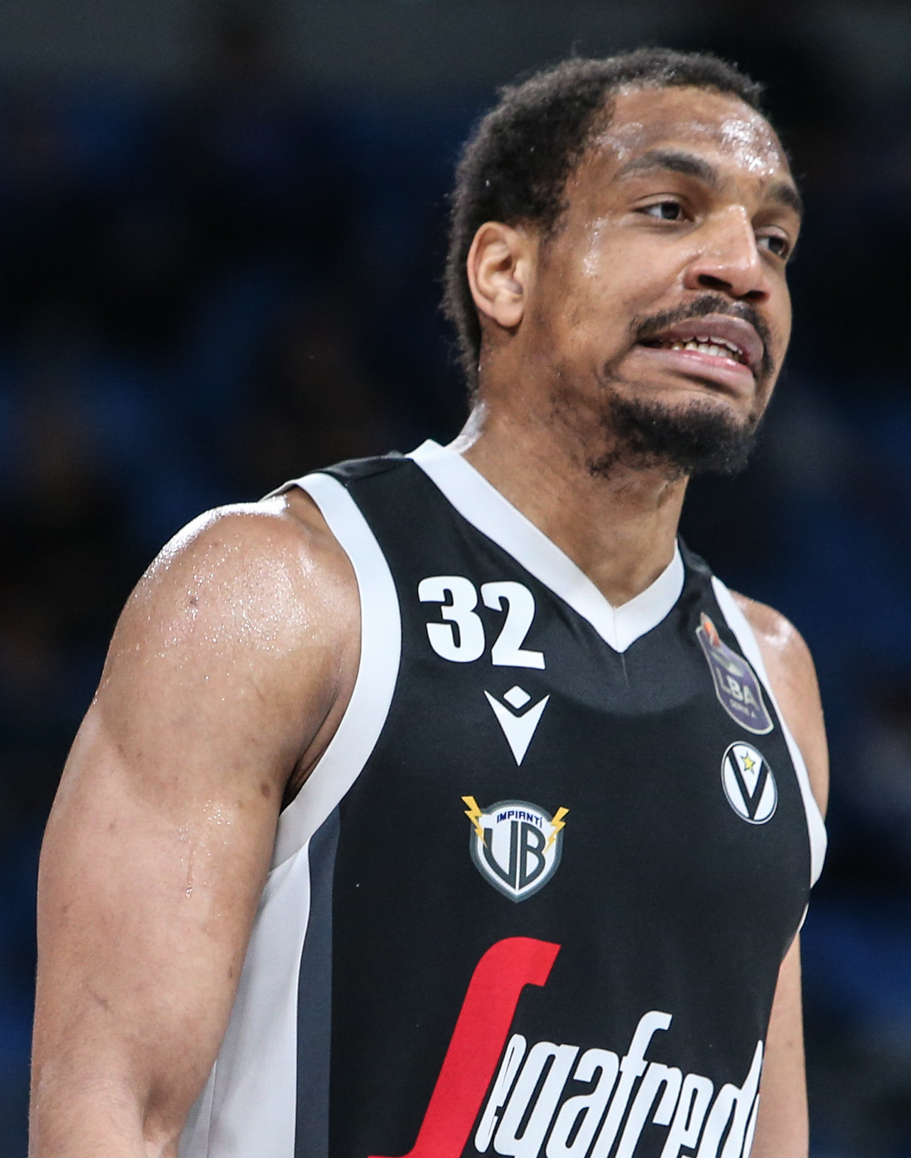
В составе Виртуса (2020)

В январе 2018 года Хантер продолжил карьеру в АЕКе. В матчах чемпионата Греции Винс набирал 9,0 очка и 2,8 подбора в среднем за игру.
В июле 2018 года Хантер продлил контракт с АЕКом ещё на 1 сезон. В Лиге чемпионов ФИБА был признан «Самым ценным игроком» 4 и 14 тура.
В июле 2019 года Хантер перешёл в «Виртус» (Болонья).
В сезоне 2020/2021 Хантер был признан «Самым ценным игроком» ТОП-16 Еврокубка. В матчах второго группового этапа Еврокубка Хантер набирал 13,3 очка, 7,2 подбора, 1,5 передачи, 1,2 перехвата, 1,2 блок-шота и 20,7 балла за эффективность действий.
В июле 2022 года Хантер подписал контракт с УНИКСом.
В сезоне 2022/2023 Хантер стал чемпионом Единой лиги ВТБ и чемпионом России.

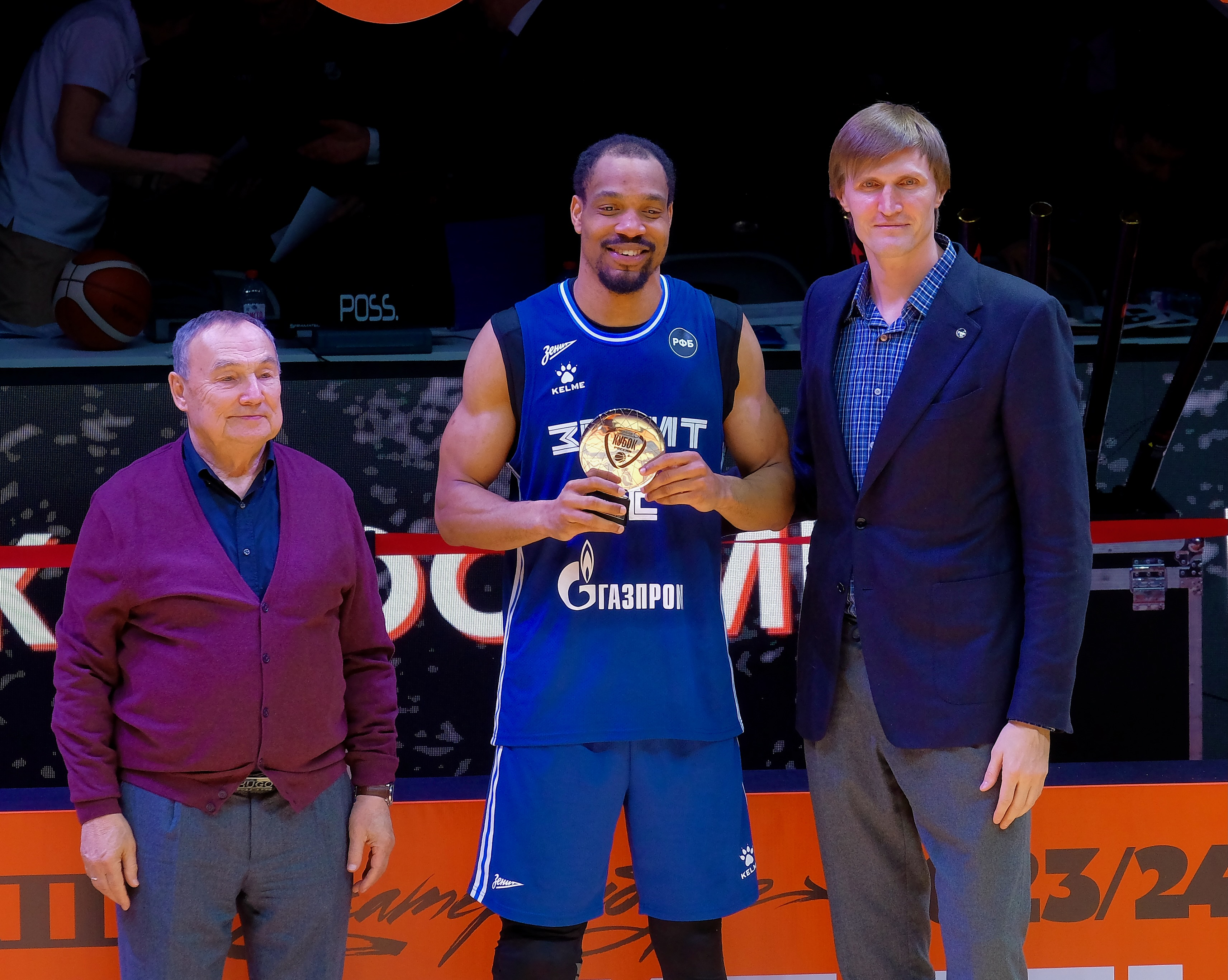
Хантер получает награду участника символической пятёрки «Финала четырёх» Кубка России 2023/2024

В июне 2024 года Хантер перешёл в «Зенит».
В сезоне 2023/2024 Хантер стал бронзовым призёром Единой лиги ВТБ и чемпионата России, а также обладателем Суперкубка Единой лиги ВТБ. В Кубке России Винс стал победителем турнира и был включён в символическую пятёрку «Финала четырёх».
В январе 2024 года, по итогам голосования главных тренеров команд Единой лиги ВТБ, Хантер был выбран для участия в «Матче всех звёзд» Единой лиги ВТБ. В этой игре Винс провёл на площадке 21 минуту 42 секунды и набрал 12 очков, 3 подбора и 1 передачу.
По итогу регулярного сезона Единой лиги ВТБ Хантер был признан «Лучшим по игре в защите». Винс принял участие в 36 матчах, в которых в среднем набирал 13,0 очка, 5,9 подбора, 1,0 передачи и 0,7 блок-шота. Хантер стал 6-м в Единой лиге ВТБ по перехватам (1,6), а «Зенит» стал лучшей командой в регулярном сезоне по игре в обороне, пропуская в среднем 75,1 очка за матч.
В сезоне 2024/2025 Хантер стал серебряным призёром Единой лиги ВТБ и чемпионата России, а также бронзовым призёром Суперкубка Единой лиги ВТБ.

## Достижения
- Обладатель Межконтинентального кубка ФИБА: 2019
- Серебряный призёр Межконтинентального кубка ФИБА: 2020
- Победитель Лиги чемпионов ФИБА: 2017/2018
- Чемпион Единой лиги ВТБ: 2022/2023
- Серебряный призёр Единой лиги ВТБ: 2024/2025
- Бронзовый призёр Единой лиги ВТБ: 2023/2024
- Обладатель Суперкубка Единой лиги ВТБ: 2023
- Бронзовый призёр Суперкубка Единой лиги ВТБ (2): 2022, 2024
- Чемпион Италии: 2020/2021
- Чемпион России: 2022/2023
- Серебряный призёр чемпионата России: 2024/2025
- Бронзовый призёр чемпионата России: 2023/2024
- Серебряный призёр чемпионата Греции: 2015/2016
- Обладатель Кубка Греции (2): 2015/2016, 2017/2018
- Обладатель Кубка России: 2023/2024